# Dumortieriet
Het mineraal dumortieriet is een aluminium-boor-nesosilicaat met de chemische formule Al8BSi3O19OH.

## Eigenschappen
Het paarsrood tot blauwe of groene dumortieriet heeft een hardheid van 7 - 8,5 en de streepkleur is blauwig wit tot wit. Het mineraal dat in kristallen of vezelige of waaiervormige aggregaten voorkomt, is doorschijnend en heeft een zijdeachtige glans. Het soortelijk gewicht van dumortieriet is 3,3 - 3,4 en het heeft een orthorombische kristalstructuur.

## Naamgeving
Het mineraal is genoemd naar de Franse paleontoloog Eugène Dumortier (1802-1873), die het mineraal ontdekte.

## Voorkomen
Dumortieriet komt voor in pegmatieten en in pneumatolitische en metamorfe gesteenten en is vrij zeldzaam. Het wordt onder andere gevonden in de voormalige Sovjet-Unie (Kazachstan, Armenië, Jakoetië), de Verenigde Staten (New York, Arizona, Montana, Californië), Brazilië (Minas Gerais), Duitsland (Zwarte Woud), Frankrijk, Schotland en Polen (Reuzengebergte).

## Industriële toepassing
De toepassingen van het mineraal zijn als isolator, keramiek en soms als edelsteen (cabochons).